# Лендава
Лендава (словен. Ledava) је река која извире у Аустрији као Lendva Bach и у почетку тече ка југозападу. Дугачка је 71,5 km, а површина њеног слива износи 715 km². Река улази у Словенију међу селима Сердица и Сотина на Кугли, која је са 418 метара надморске висине највишји врх Прекмурја. У Ропочи се спаја са реком Лукај, а после се улива у вештачко Ледавско језеро. После истицања из језера, река мења правац тока и тече у правцу југозапада и протиче кроз Мурску Соботу у општини Лендава. Мало потом, у реку се са леве стране улива њена највећа притока, река Велика Крка. Лендава се улива у реку Мура, као њена лева притока.
Пошто је река у прошлости често плавила, 70-их година 20. века Лендава је преграђена и на њој је настало вештачко Ледавско језеро. 